# Івановське (Кінгісеппський район)
Івановське (рос. Ивановское) — селище у Кінгісеппському районі Ленінградської області Російської Федерації.
Населення становить 103 особи. Належить до муніципального утворення Пустомержське сільське поселення.

## Історія
Згідно із законом від 28 жовтня 2004 року № 81-оз належить до муніципального утворення Пустомержське сільське поселення.

## Населення
| 1838 | 1862 | 1997 | 2007 | 2010 | 2017 |
| ---- | ---- | ---- | ---- | ---- | ---- |
| 58   | ↘40  | ↗119 | ↘114 | ↗147 | ↘103 |